# アンリ＝ギュスタヴ・デルヴィーニュ

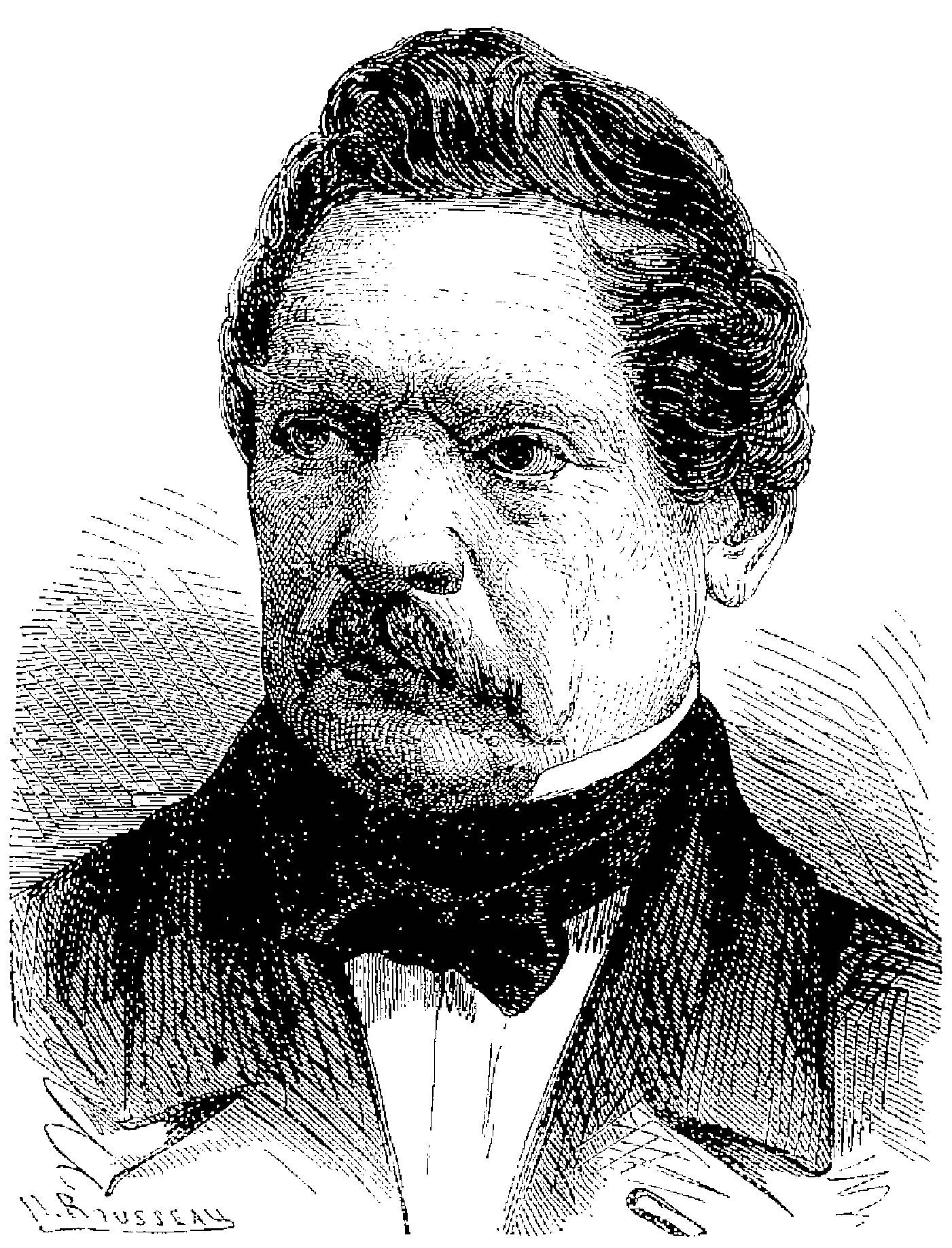

アンリ＝ギュスタヴ・デルヴィーニュ（Henri-Gustave Delvigne、1800年 - 1876年）は、ハンブルクに生まれ、トゥーロンで没した、フランス陸軍の士官、発明家。
軍人としては大尉まで昇進したが、1830年のフランス7月革命が勃発した際に退役した。デルヴィーニュは、ライフル銃を技術的に改良し、実用的な兵器とした。

## 薬室

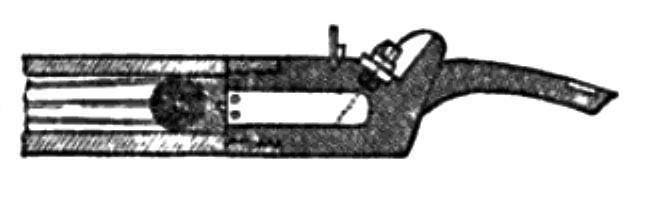
デルビーニュが開発した、鉛の球形弾を木製の装弾筒をベースとして支える方法

銃身内に施条を施し、銃身内で加速される弾丸に旋回運動を与え、ジャイロ効果により弾軸の安定を図る方法は、15世紀終わりには知られていた。しかし、前装式のライフル銃では、弾丸の装填が煩雑になることから、軍用としては狙撃銃として使用される程度であった。1826年、デルヴィーニュは弾丸の装填を大幅に簡便化する方法を開発し、彼の名前を冠したライフル銃が作製された。この銃では、銃内腔の後部には口径よりやや小さい薬室が設けられた。内腔後部と薬室の接合部は使用する球形弾の直径にあわせて球面状に作製された。装薬、弾丸共には銃口から入れるが、球形弾は銃の口径よりやや小径であるため、銃口から簡単に落としこむことができる。薬室は球形弾よりさらに小さいため、球形弾は薬室との接合部で止まる。重い槊杖で球形弾を3回突くことにより、鉛の弾丸は変形してやや平たくなり、銃の口径まで拡がる。これで、弾丸を施条溝に強く押し付けることができる。発射時には弾丸は施条に沿って回転する。

### 木製装弾筒
この方式の発展型として、デルヴィーニュは木製装弾筒を弾丸の底部に装着する方法を導入した。これにより、鉛の弾丸が不要に変形するのを防ぎ、しかしながら施条溝にフィットするように半径方向への変形は許容した。
砲術史家であるジョン・ギボン(John Gibbon)は以下のように述べている：
施条溝に噛み込む半径方向への弾丸の変形は、弾丸の回転をより効率的なものとした。問題点としては、弾丸が変形しすぎると、空気抵抗が悪化することであった。

### 円柱-円錐弾

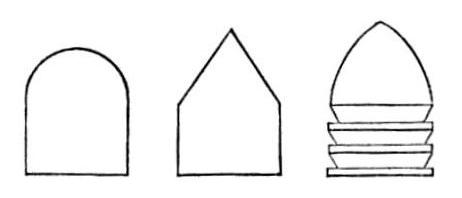
デルヴィーニュが開発した円柱-半球弾（左）及び円柱・円錐弾（中央）。 タミシエはこれに溝を刻むことにより、安定性を向上させた（右）

1830年から、デルヴィーニュは円柱-円錐弾（椎の実弾）の開発を始めた。弾丸の安定性はタミシエが弾丸に溝を刻む方法を発明したことにより、さらに向上した。しかしながら、この弾丸の溝のために、銃身の施条溝に対する弾丸の密着が阻害されることとなった。
デルヴィーニュの発明は、フランスの陸軍士官であるルイ＝エティエンヌ・トーヴナンによってさらに改良された。トーヴナンは薬室の中央に「幹」を設けることにより、弾丸の変形を容易にする、ステム・ライフルを発明した。槊杖で突かれると、弾丸は施条溝に対し半径方向に拡大し、また「幹」を包みこむよう変形するが、これにより空力特性が向上した。
これらの発明は、ライフル銃の改良における重要なステップであり、その後継であるミニエー弾の開発にも、デルヴィーニュは貢献している。

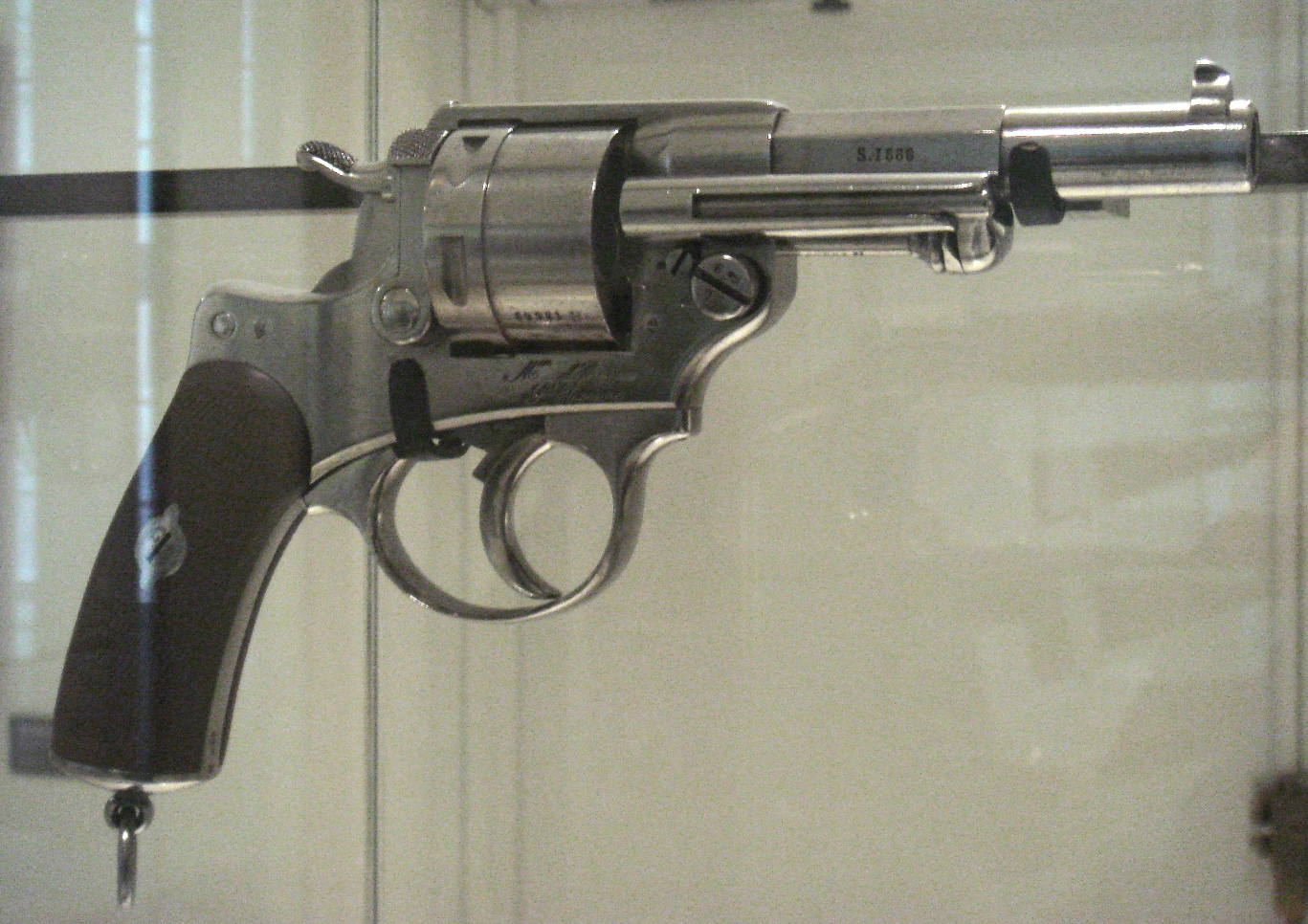
シャムロット・デルヴィーニュM1873リボルバー。口径：11mm、全長：24cm、重量：1.2kg

シャムロット・デルヴィーニュM1873リボルバー（MAS 1873）は、デルヴィーニュとベルギーの銃器製造者であるJ. シャムロットが共同開発したものであり、1873年にフランス陸軍に採用された。

## 著作
- Exposé d'un nouveau système d'armement pour l'infanterie (1836).

## 参考資料
- John Gibbon: "The Artillerist's Manual 1860"
- Britannica Online Encyclopedia "Henri Gustave Delvigne "
- U.S. Regulars Civil War Archives
- この記事にはパブリックドメインである次の出版物本文が含まれる: Gilman, D. C.; Peck, H. T.; Colby, F. M., eds. (1905). "Delvigne, Henri Gustave". New International Encyclopedia (英語). Vol. 6 (1st ed.). New York: Dodd, Mead. p. 102.